# Иванку, убиецът на Асеня
„Иванко убиецът на Асеня I“, известна просто като Иванко е българска възрожденска историческа драма създадена от писателя, духовник и политик Васил Друмев.
Това е първият опит за създаване на оригинална българска драма. Пиесата излиза в печат за първи път през 1872 г. и на сцена през 1875 г. С нея се започва психологизма в българския театър. Драмата разказва за българския благородник Иванко, любимец на цар Иван Асен, който убива царя и завзема престола. Драмата е и силна критика върху гръцкото влияние в България.

## Написване и премиера
Смята се, че повод за написване на Иванко е спор между Друмев и Добри Войников. Друмев критикува в пресата неуспешна драма на Войников, „Велискава“. Обиденият Войников го предизвикал да напише по-добра.
Вероятно е, че Друмев съставя драмата по-рано. Семейството му го посещава в Одеса и го забелязва да рецитира и редактира диалозите ѝ. Предполага се, че кръщава царската дъщеря Мария а нейната бавачка Кера на името на гостите Мария Петрова и майка си Керуша Друмева.
Известно е, че Друмев чете по време на учението си Шекспировите драми както и Борис Годунов на Пушкин. В образите и събитията от драмата се забелязват черти от Макбет, Хамлет, Отело. Използват се и български източници, като История славянобългарска на Паисий Хилендарски, Няколко речи о Асеню первому на Георги Раковски, Кратка българска история на Добри Войников и други. Намира се известна прилика между Иванко и Войниковите драми Райна Княгиня и Велислава.
Друмев се позовава на българския фолклор и доверието което се отдава на народните песни като инструмент в пиесата. За написване на песните, изпълнявани в пиесата, Друмев изучава скръбни песни от сливенска област; след Освобождението, песните на Друмев започват да се изпълняват като автентични народни песни.
Пиесата е поставена в цариградския театър Османие през 1875 г., като периодичният печат съобщава за вдъхновената игра на актьорите и одобрението на публиката. Някои смятат успеха ѝ за знак за примитивните вкусове на тогавашната публика. Вероятно след третото издание в 1898 г., Друмев започва редакция на Иванко. В нея сменя имената на някои герои (Тодорка – София) и вкарва призрака на Асен в разговора между Иванко и София (директна заемка от Макбет и Хамлет). По-късно Друмев се отказва от тази редакция.

## Сюжет

### Първо действие
Царската дъщеря, Мария, плете венци за Царев ден с пленената гъркиня Теодора. Теодора споделя с нея любовта си към велможата и любимец на царя Иванко. Тайно Мария също го обича. Мария излиза да срещне чичо си Петър, среща Милко. Научаваме, че той тайно обича царкинята.
Бащата на Теодора, гръцкият севастократор Исак, пленник у българите, фалшифицира писма, с които да внесе раздор между българите. Той накарал дъщеря си да признае любовта си към Иванко пред Мария за да разпали ревността на царкинята. Тайно нашепва на Иванко, че той е достоен да заеме царски престол. Показва му, че император Алексий ще го подкрепи.
Теодора споделя с Иванко страха си, че той никога няма да обикне една робиня като нея. Иванко мисли, че на Теодора ще ѝ отива царска корона. Исак е пуснал и слух, че Иванко е напът да нападне и завземе Цариград. Тайно Исак чака Иванко да направи преврат, та император Алексей да завземе българите.

### Второ действие
Боляри празнуват. Вдигат тостове в чест на Иванко. Иванко става и напуска пиршество. Велможата Симо усеща нещо лошо у Иванко, някаква опасност за царството. Милко е разкрил чувствата си на Мария, но тя го е отхвърлила. Обиден от Мария и пренебрежението на цар Асен, Милко решава да подкрепи Иванко и брат му Драгомир. Научава от тях плана – да премахнат Асен и да набедят брат му, Петър. Милко подкрепя сега, но ако види, че Иванко се обръща срещу народа ще стане негов жесток враг. Исак решава да премахне Симо като използва дъщеря си.
Затворен е пратеник, донесъл лъжливи вести. Царят е получил писмо от отец Иван, своя изповедник, че брат му Петър подготвя преврат с помощта на Византия. Царят познава почерка на брат си. Решава да действа като цар и да премахне заплахата. Допитва се до Драгомир, който го съветва да прати княз Петър в изгнание. Пристига вест, че Симо е отровен в дома на княза. Някой отровил и вестоносеца.
Князът идва при брат си. Асен му съобщава за смъртта на Симо и прихванатото писмо. Петър не говори, докато брат му го обвинява. Княгиня Мария скърби за Симо. Последно двете с Теодора го закачали – Теодора му наливала вино а Мария му подавала чашата (намек, че Теодора е отровила болярина). Петър напуска Търново. Мария се доверила и дала ключа за стаята на цар Асен на Иванко.

### Трето действие
Иванко обича Теодора, но трябва да продължи да мами Мария за да изпълни целите си. Брат му го подкрепя и насърчава. Исак им носи новина – отец Иван някак избягал от Цариград и сега е в Търново. Заради него трябва да изпълнят плана си още тая нощ. При Асен пристига отец Иван и му разкрива заговора – невинността на Петър, амбициите на Иванко, подкрепата на Исак и Теодора. Обяснява му, че всичкия двор са застанали зад Иванко.
Иванко се вмъква при Мария. Признава ѝ, че отива да убие баща ѝ. Тя вече му е дала ключа за тайна врата. Иска тя да дойде с него, да го подкрепи, да стане негова царица. Тя отчаяно опитва да го спре, моли го за милост. В стаята на цар Асен Иванко вади меч. С Асен се борят. Иванко лъже, че Мария го подкрепя. Асен е ранен и убит. В града се чуват викове и бой.

### Четвърто действие
Мара повярва, послуша,
даде ключове Иванку.

Влезе Иванку при царя.
Докат му царя продума,
той го в сърцето прободе...
Теодора се оплаква на баща си – на Иванко често му се привижда духът на Асен. Ходи много на гроба му. Баба Кера, бавачката на Мария, ходи по тържища и там пее песен, в която разобличава убийството на стария цар. Исак решава да прати да я заловят на търновското тържище.
Между младите на тържището, баба Кера сяда и запява песен. В нея разказва как Иванко подмамил Мария и убил Асен. На тържището обикалят предрешени отец Иван и княз Петър. Двама пияни войници се хвърлят на младежи, които играят хоро. Народът проклина Петър задето убил царя, но отец Иван и баба Кера ги поправят – Иванко изгонил княз Петър и сам убил царя Асен. Тримата изчезват преди да дойдат още царски хора.
Петър е несигурен дали да се бори срещу Иванко. В гробищата до манастир отец Иван му напомня жестокото престъпление на Иванко, убийството на брат му (също цареубийство). Забелязват Мария, която е изпратена в манастира. От мъка и угризения Мария е полудяла. Исак и група царски хора спират наскърбени пред княгинята. Петър и отец Иван се измъкват.

### Пето действие
Исак научава, че народа се е обърнал срещу него и Иванко. Велможите се притесняват, че помощ от Цариград може и да не дойде. Теодора опитвала да приласкае Милко към тях с обещания за любов, но не успяла. Иванко я плаши – пак почнал да сънува и да мисли за Асен. Единствена подкрепа им е певецът, който дошъл в двореца. Когато дойде подкрепа възнамеряват да заменят всички велможи с „наши“.
Иванко заръчва да се нареди пиршество. На него викат певеца, който запява стара народна песен за цар Петър в Преслав. Когато запява за убийството на царя, Иванко става. Певецът се представя като „изповедникът на Асен“. От скрита врата влиза княгиня Мария. Жалкият ѝ вид наскърбява всички.
Когато отец Иван и Мария изчезват, стражар съобщава, че княз Петър завзел крепостта. Милко се изправя, бие се с Иванко и е убит. Петър и отец Иван влизат въоръжени. Чуват се викове. Иванко е победен зад сцена. Отец Иван призовава всички да извикат „Да живее Петър-Асен, българския цар“.

## Герои
- Цар Асен I – български цар. Подлъган от подправено писмо, Асен се обръща срещу брат си. Убит от изменникът Иванко. Друмев избира да отдалечи Асен от историческата личност в подкрепа на художествената си концепция.[15] Въпреки че другите герои гледат на Асен с уважение и почит, той е лишен от съобразителност, прекалено е доверчив и наивен.[16]
- Мария – негова дъщеря. Нейното полудяване вероятно е вдъхновено от полудяването на Офелия (Шекспировия Хамлет)[17] Друмев я прави неволна съучастница на Иванко, която не би застрашила баща си.[18]
- Петър – брат на Асен. Наклеветен, Петър напусна Търново мирно. Той е безхарактерен и нерешителен, подтикнат към правда не от собствена воля, но чрез убеждението на далеч по-активния отец Иван.[19]
- Баба Кера – бавачка на княгиня Мария. След убийството на цар Асен и прогонването на полудялата княгиня баба Кера обикаля тържищата и пее песен, в която разобличава Иванко.
- Иванко – той не е главен герой, но е носител на историческата поука на пиесата.[20] Не прозорлив, Иванко се подлъгва от гръка Исак и посяга на живота на цар Асен. Описан като сложен, противоречив образ, Иванко е узурпатор и тиранин, но усеща угризения за извършеното убийство. Друмев усеща към него съчувствие; надареният Иванко извършва престъплението си без да осъзнава, след което усеща тежестта на делото си.[21][22] Иванко като герой престава да действа след убийството на Асен(II действие).[23]
- Драгомир – брат на Иванко и началник на царската стража. Той насърчава брат си към цареубийство, подкрепя го в престъпленията му.
- Милко – храненик на баба Кера. Милко обича Мария, но отхвърлен от нея и пренебрегван от царя, Милко става конспиратор. Когато Иванко отстъпва пред Византия, Милко се обръща срещу него. Милко е построен като противоположност на Иванко, по-достоен и благороден негов вариант, който стои в контраст с него.[24]
- Отец Иван – свещеник, изповедник на цар Асен, сюжетен полюс на Исак.[25] Той поема отговорността за борбата срещу Иванко и Исак, уговаря княз Петър да поеме оръжие срещу узурпаторите, разобличава интригата, на няколко пъти се промъква тайно в двореца. Негов прототип са борците за църковна независимост като Неофит Бозвели и др.
- Исак – гръцки севастократор, пленник у българския цар. Мелодраматичен злодей, повлиян от Яго (Шекспировия Отело)[6]. Исак е отличен психолог и манипулатор, усеща амбицията у Иванко и го използва за съсипване на българското царство.[26] Той стои зад всички убийства и престъпления в пиесата.[27] В речта му се използват познати от фанариотите обиди и клевети срещу българите: прости, дебелоглави, неуки и пр. с които уплътнява образа на гръка. Исак не е драматичен, не се променя, не разкрива нищо за себе си.[28]
- Тодорка – дъщеря на Исак, любима на Иванко. Тя е суетна и не особено умна. Образът ѝ, както и този на баща ѝ са по-скоро възрожденски карикатури на гърци отколкото истински образи.[29] Тя стои в контраст с невинната царска дъщеря Мария.[30]
- Михо и Драгни – комедийни персонажи. Нямат друга функция освен да прекъснат действието и да разсмеят публиката.[31]

## Критика
Първите оценки на пиесата са положителни. Пръв критик на пиесата е Илия Блъсков, който ги нарича изрядно и сполучливо съчинение. П. Р. Славейков поздравява Друмев за придобивката на българския театър и книжнина. Любен Каравелов хвали това първо появление в българската литература, но го упреква за прекалената плачливост на Иванко и Петър, които, като юнаци, не трябва да се отдават на такава чувствителност. Съветва автора да се насочи към по-актуални теми.
Добри Войников, обиден от положителните оценки за работата на неговия съперник, публикува в списание Читалище първата отрицателна критика, по-късно опровергана от П. Р. Славейков във втора публикация. Христо Ботев пътува до Букурещ с една цел, да вземе ролята на Иванко и да убие цар Асен. Отказва да приеме характера на героя, само задачата му.
Друмев съзнателно избира по-емоционални пориви за двигател на решенията на героите си, в контраст с Войниковия рационализъм. Тук личи връзката на Друмев с романтизма и сантиментализма на ΧΙΧ век.
Някои считат, че образът на Иванко е психологически ощетен, заради решението на Друмев да пренесе голяма част от вината върху образа на гърка Исак. Борбата между българските идеали (отец Иван) и чуждите външни манипулации (Исак) се извършва в Иванко.
По-късни критици забелязват липсата на единство в композицията на пиесата. С началото на пиесата (до III действие) пиесата е ангажирана с личната драма на Иванко. Вътрешната драма на Иванко е прекъснати и заменени от външен политически конфликт между привържениците на Иванко и Петър. Като цяло фигурата на Иванко не е достатъчно мотивирана или завършена. Всички герои имат усещане за непълност и незавършеност, защото отношенията между тях ме са изяснени и разработени. Редуват се явления без за това да има друга причина или повод освен декламирането на информация за публиката. Диалогът е пълен с въпроси и възклицания, чисто реторически форми. Езикът на пиесата е чист и книжовен.
Поделянето на ролята на главна драматургична фигура между Исак и Иванко също се счита, че е навредило на качеството на текста.
Действието е също нарязано, като вместо да се използва случая и да бъде показан един момент (Иванко взема ключа от Мария, Иванко се среща и говори с Асен) за тези действия ни се разказва в монолози и декламации.

### Влияние на Шекспир
Критици откриват прилики между Друмевата пиеса и някои Шекспирови пиеси, между които главно с Макбет. Намират се прилики в сюжета – обичан дворянин убива своя монарх, прогонва наследника му и завзема властта, след това е свален от войската на истинския наследник. Основна разлика тук се открива в поведението на Иванко спрямо това на Макбет. Докато Макбет е деен и постоянно обоснован, поведението на Иванко е спонтанно, без причина. След убийството на Дънкан Макбет остава централна фигура в пиесата и неговото падение е превърнато в основна тема; Иванко, след смъртта на Асен, става маргинален и пасивен герой в собствената си пиеса.
Мария, като Хамлетовата Офелия, полудява след като нейния любим убива баща ѝ.

## Влияние
Пиесата е използвана за пример от Тодор Пеев при писането на неговата драма Фудулеску. Иван Вазов отбелязва, че при писането на Борислав има предвид Иванко на Друмев.

## Превод
- През 1883 г. е преведен на чешки като Асенов заник от Йосиф Вацлав Фриц.
- Фран Гундрум-Ориовчанин възнамерява да я преведе на хърватски, но подобен превод не е осъществен.